# Campanile di San Nicolò
Il campanile di San Nicolò, situato al fianco settentrionale dell'omonima basilica da cui prende il nome, è uno dei simboli della città di Lecco in Lombardia oltre ad essere fra i monumenti principali del capoluogo.

La struttura, dallo stile architettonico che richiama il neogotico, è situato all'interno dell'oratorio parrocchiale, in posizione isolata, su un vecchio torrione difensivo del Quattrocento dalla forma circolare facente parte della vecchia fortificazione muraria della città in epoca medievale. Fu inaugurato la notte di Natale del 1904 ed è chiamato affettuosamente dai lecchesi Matitone per la sua particolare forma ottagonale e per la cuspide di forma piramidale.
Alto 96 metri, è fra i dieci campanili più alti d'Italia; il secondo in regione alle spalle del Torrazzo di Cremona nonché il più alto dell'Arcidiocesi di Milano. Il diametro alla base del torrione è di 21 metri mentre alla base dell'ottagono il diametro si riduce a 10 metri.

## Storia

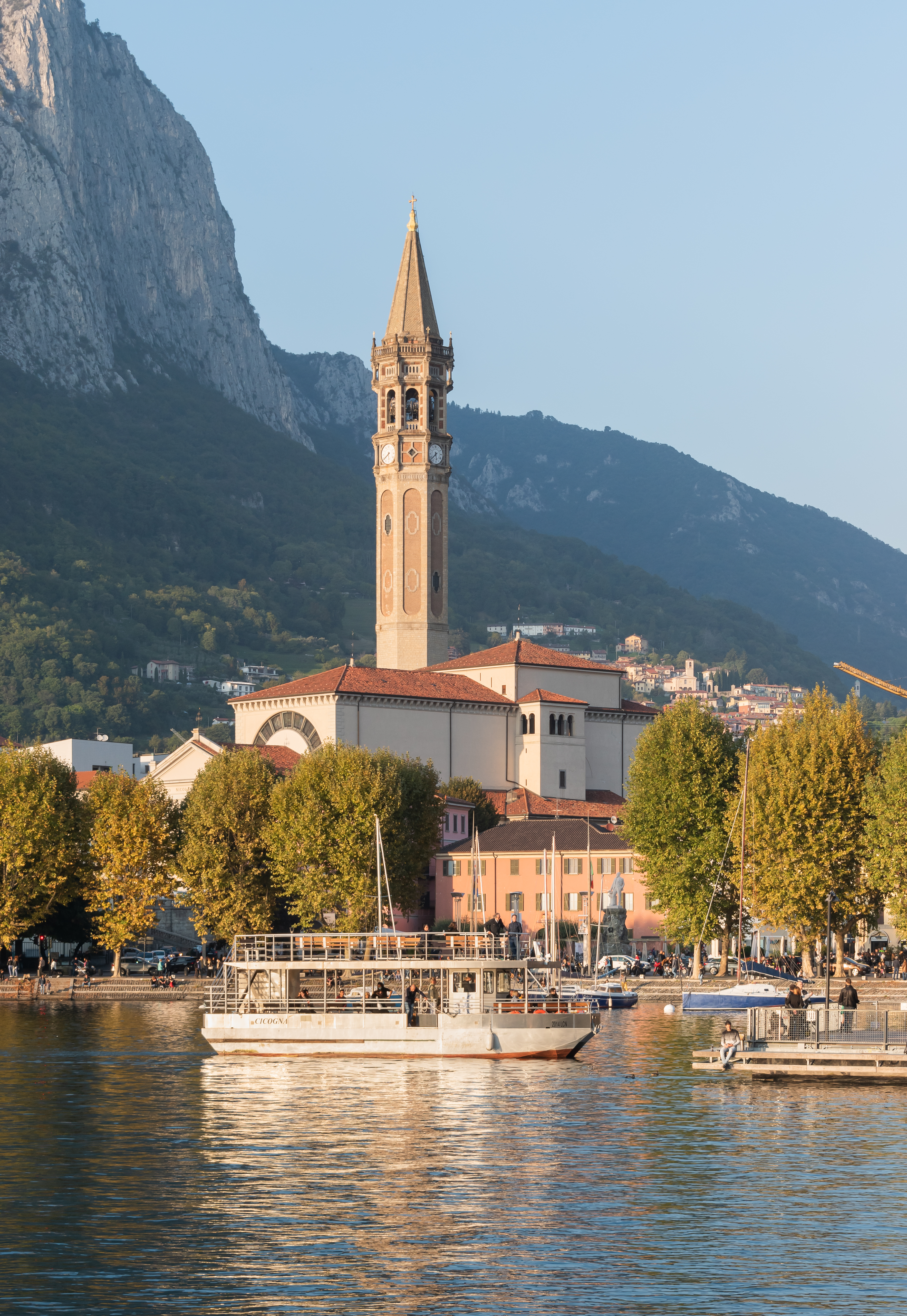
Panorama del golfo dominato dal campanile e dall'attigua basilica

Le origini sulla costruzione del campanile avvennero successivamente all'ampliamento sostanziale della chiesa originaria nel 1862 per opera dell'architetto lecchese Giuseppe Bovara poiché il vecchio campaniletto con la sua loggia seicentesca rimase inglobato nel nuovo edificio visibile tuttora sul fianco meridionale.

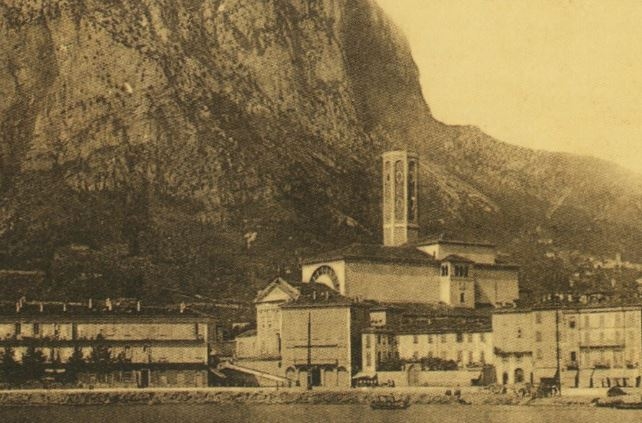
Campanile della basilica incompiuto

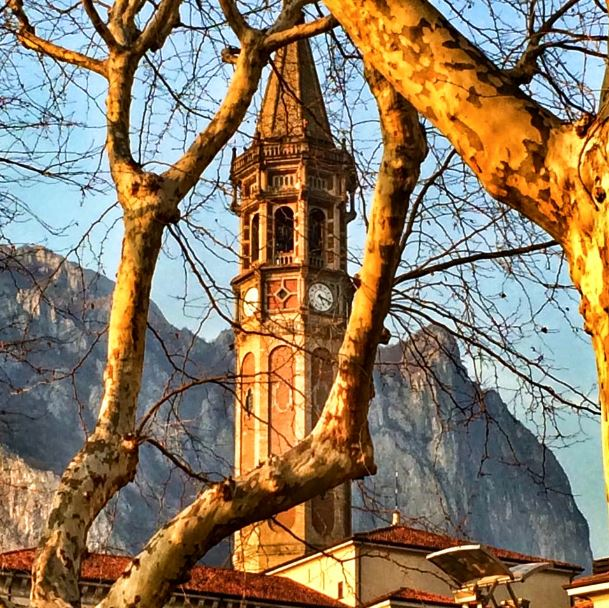
Veduta autunnale del campanile di San Nicolò

La collocazione scelta fu quella del bastione difensivo al lato sinistro della basilica data la straordinaria solidità dell'antica torre del castello lecchese di epoca viscontea. Questo massiccio torrione, originariamente parte integrante della vecchia cinta muraria dall'insolita forma triangolare del borgo medievale, apparteneva già alla parrocchia come lascito testamentario dell'architetto Bovara nel 1867.

La Fabbriceria che si occupava del mantenimento del bene ecclesiastico incaricò quindi l'ingegnere Enrico Gattinoni che presentò il progetto al Regio Governo per le approvazioni richieste. I lavori iniziarono nel 1880 con il consolidamento strutturale del torrione mentre nel maggio 1882 iniziarono quelli di costruzione vera e propria. Il campanile cominciò a salire molto lentamente poiché si lavorava con mezzi poco attuali su ponteggi in legno non molto sicuri e dall'insolito posizionamento interno ad eccezione della parte sommitale; le pietre furono issate con una carrucola.

Nel 1894 ci fu un primo arresto dei lavori a causa dell'esaurimento dei fondi finanziari mentre la torre campanaria giunse alla fascia di granito alla quale era destinata la posizione dell'orologio (a circa 80 metri d'altezza) lasciando l'opera incompiuta mentre l'iter della costruzione era ormai destinato a concludersi.

Nel 1900 l'ingegnere Giuseppe Ongania predispose un secondo progetto per il completamento a causa della bocciatura da parte della commissione comunale che giudicò la parte sommitale priva di eleganza artistica ma anch'esso fu motivo di incertezza.
La Fabbriceria, quindi, chiese all'ingegnere Gattinoni di apportare alcune modifiche al suo progetto per poi affidare l'incarico all'architetto Giovanni Ceruti noto all'epoca per aver lavorato a diversi edifici religiosi oltre al museo di storia naturale di Milano. Data la specialità dell'opera, destinata ad essere il maggior monumento cittadino, il disegno dovette passare l'esame di tre celebri architetti: Enrico Combi, Carlo Formenti e Gaetano Moretti (responsabile insieme a Luca Beltrami pochi anni dopo della ricostruzione del Campanile di San Marco a Venezia) il quale ne apportò alcune modifiche tra cui l'eliminazione della merlatura sommitale per poi essere definitivamente approvato.

Ciò nonostante, rimase il problema sul reperimento dei fondi necessari per il completamento dell'opera; furono istituite numerose iniziative proposte da un'apposita commissione fra cui l'aumento da 3 a 5 centesimi di lire come contributo per l'uso della sedia in chiesa.

Nei primi mesi dei 1903 i lavori proseguirono e il campanile venne dotato di grandi orologi dai quadranti bianchi siti ai quattro punti cardinali; il 4 agosto dello stesso anno venne posata la croce sommitale ma, terminati i lavori, sorse un nuovo problema perché, nonostante l'opera infrastrutturale fosse finita, nel gennaio 1904, l'allora prevosto della città, lo definì muto a causa della mancanza delle campane.
Si decise pertanto di rimuovere le cinque campane dall'antico campaniletto per poi inviarle in una rinomata fonderia di Grosio in Valtellina per essere rifuse e ricollocate nella nuova destinazione con l'aggiunta di altre quattro. Esse furono benedette il 27 novembre 1904 ma si dovette aspettare la notte di Natale dello stesso anno per poterle sentire suonare per la prima volta.

## Architettura

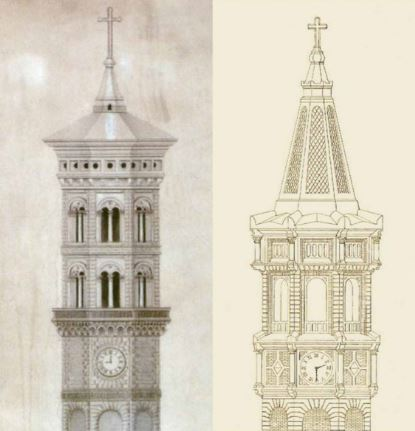
Progetti bocciati della sommità del campanile

Il campanile presenta uno stile architettonico neogotico percepibile dalla scelta della pianta ottagonale e dalla cuspide triangolare nonostante la possente base circolare risale al '400 poiché parte integrante di una torre cannoniera merlata facente parte delle mura perimerali del borgo dall'insolita forma triangolare circondato da un fossato alimentato dal corso di una deviazione del torrente Gerenzone detto Fiumicella.

Approvato il progetto, la sommità venne riattata per ospitare un tronco in pietra sovrastato da un'ampia balconata circolare in aggetto su esili colonne mentre al di sopra si staglia l'ottagono in mattoni e pietra di Moltrasio lavorata a punta fine e trasportata in città via lago a bordo dei Comballi, imbarcazioni a vela tipiche del Lario atte al trasporto delle merci.

Le lesene d'angolo furono realizzate in granito di San Fedelino, gli sfondati delle otto facciate si sviluppano per mezzo di mattoni a vista mentre le incorniciature create in ghiandone, un granito scuro proveniente dalla Val Masino in Valtellina.

La cuspide è stata modificata più volte dal progetto originale approvando infine, quella dell'ingegnere Giovanni Ceruti in stile neogotico, ritenuta più idonea all'infrastruttura considerando che il campanile dalla grande mole sarebbe dovuto diventare simbolo e vanto della città. La copertura del tetto è rivestita in ardesia e vanta sulla sommità una croce dorata.

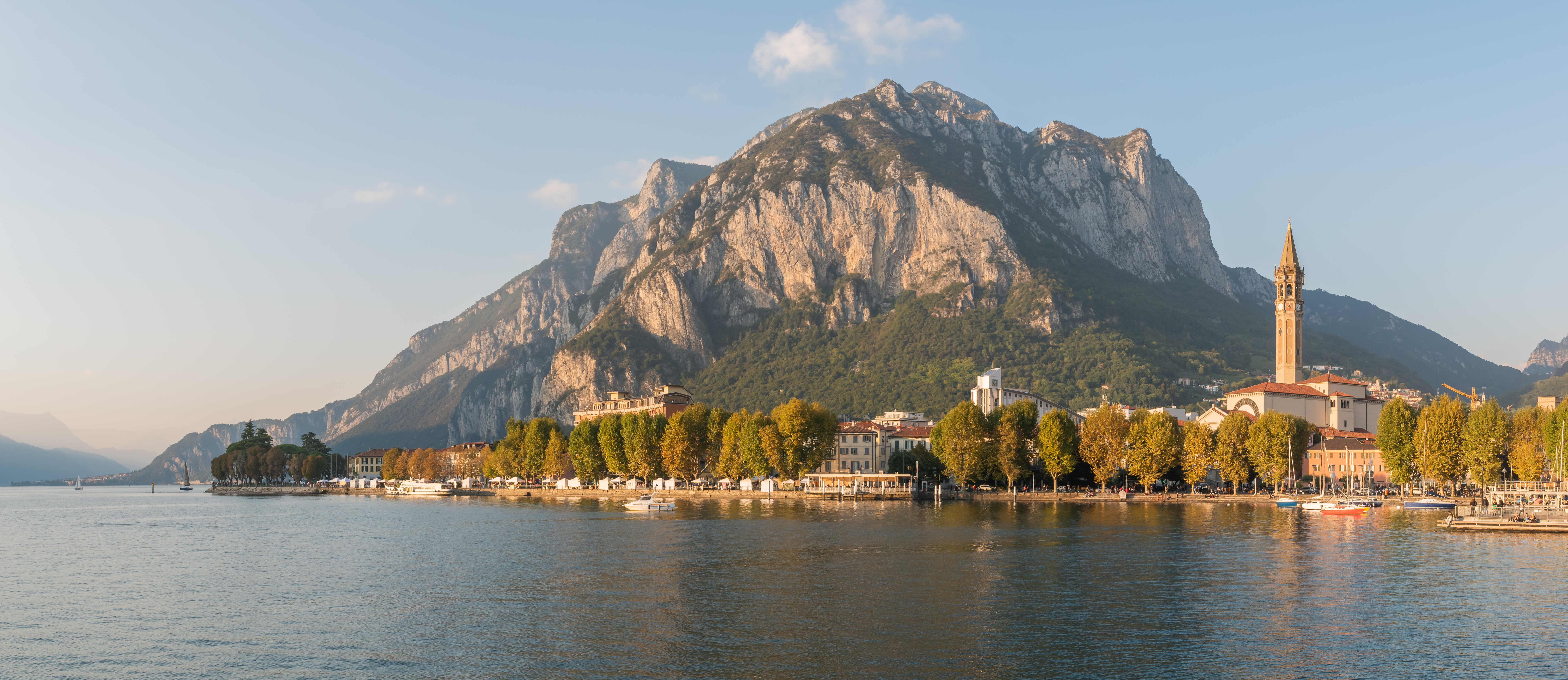
La torre campanaria vista dal golfo e, sullo sfondo, il monte San Martino

## Visite guidate
Dal mese di aprile 2015, dopo numerose richieste, un gruppo di volontari della parrocchia, con l'obiettivo di valorizzare il prestigioso monumento, organizza cicli di visite guidate dei sotterranei del torrione, della loggia campanaria e della balconata che la sovrasta da dove è possibile osservare tutta la città a 360°, il lago e le montagne circostanti. Durante la salita, nei mezzanini che si alternano lungo il percorso, è possibile ammirare due riproduzioni del campanile: una in legno dell'altezza di circa due metri e una in mattoncini LEGO costituito da circa 18000 pezzi.

## Campane
All'interno della cella campanaria, si trova un concerto di 9 campane in tonalità di Si♭2↓ maggiore montate a sistema ambrosiano il quale si differenzia da quello romano in quanto il suono viene reso più armonico dalla possibilità delle campane nel poter effettuare rotazioni di 360° attorno al proprio asse. Le operazioni di fusione vennero affidate al fonditore grosino Giorgio Pruneri il quale ricevette anche le campane del vecchio campaniletto che furono trasportate per mezzo delle ferrovia in aggregazione al metallo necessario alla loro realizzazione.
La campana maggiore ha un diametro di 1,66 metri e pesa 28 quintali circa con un battente di 60 kg circa.
Complessivamente il nuovo concerto pesa 96 quintali in coincidenza casuale con l'altezza totale della torre.
| Campana         | Nota nominale | Diametro alla bocca (mm) | Spessore (mm) | Peso (kg) | Fonditore e luogo di fusione | Anno di fusione | Intitolazione                                                                                    |
| --------------- | ------------- | ------------------------ | ------------- | --------- | ---------------------------- | --------------- | ------------------------------------------------------------------------------------------------ |
| Prima           | Do4           | 716                      | 47            | 204,9     | Giorgio Pruneri, Grosio (SO) | 1904            | San Luigi Gonzaga (patrono dei giovani) e Sant'Agnese (patrona delle vergini)                    |
| Seconda         | Si♭3          | 805                      | 57            | 302,8     | Giorgio Pruneri, Grosio (SO) | 1904            | Sant'Antonio abate (patrono degli animali domestici) e San Francesco d'Assisi (patrono d'Italia) |
| Terza           | La3           | 862                      | 59            | 363,9     | Giorgio Pruneri, Grosio (SO) | 1904            | Sant'Ambrogio e San Carlo Borromeo (patroni della Lombardia)                                     |
| Quarta          | Sol3          | 970                      | 65            | 513,4     | Giorgio Pruneri, Grosio (SO) | 1904            | San Pietro (patrono dei pescatori) e San Giovanni evangelista (patrono degli scrittori)          |
| Quinta          | Fa3           | 1092                     | 75            | 747,1     | Giorgio Pruneri, Grosio (SO) | 1904            | San Nicolò e Santo Stefano (patrono e compatrono della città)                                    |
| Sesta           | Mi3           | 1228                     | 84            | 1053,7    | Giorgio Pruneri, Grosio (SO) | 1904            | San Giuseppe (patrono della Chiesa cattolica e degli operai)                                     |
| Settima         | Re3           | 1317                     | 89,5          | 1300,5    | Giorgio Pruneri, Grosio (SO) | 1904            | Immacolata                                                                                       |
| Ottava          | Do3           | 1484                     | 101           | 1874,5    | Giorgio Pruneri, Grosio (SO) | 1904            | Gesù redentore                                                                                   |
| Nona (maggiore) | Si♭2          | 1666                     | 115           | 2738,8    | Giorgio Pruneri, Grosio (SO) | 1904            | Santissima Trinità (detta el campanun)                                                           |

## Galleria d'immagini

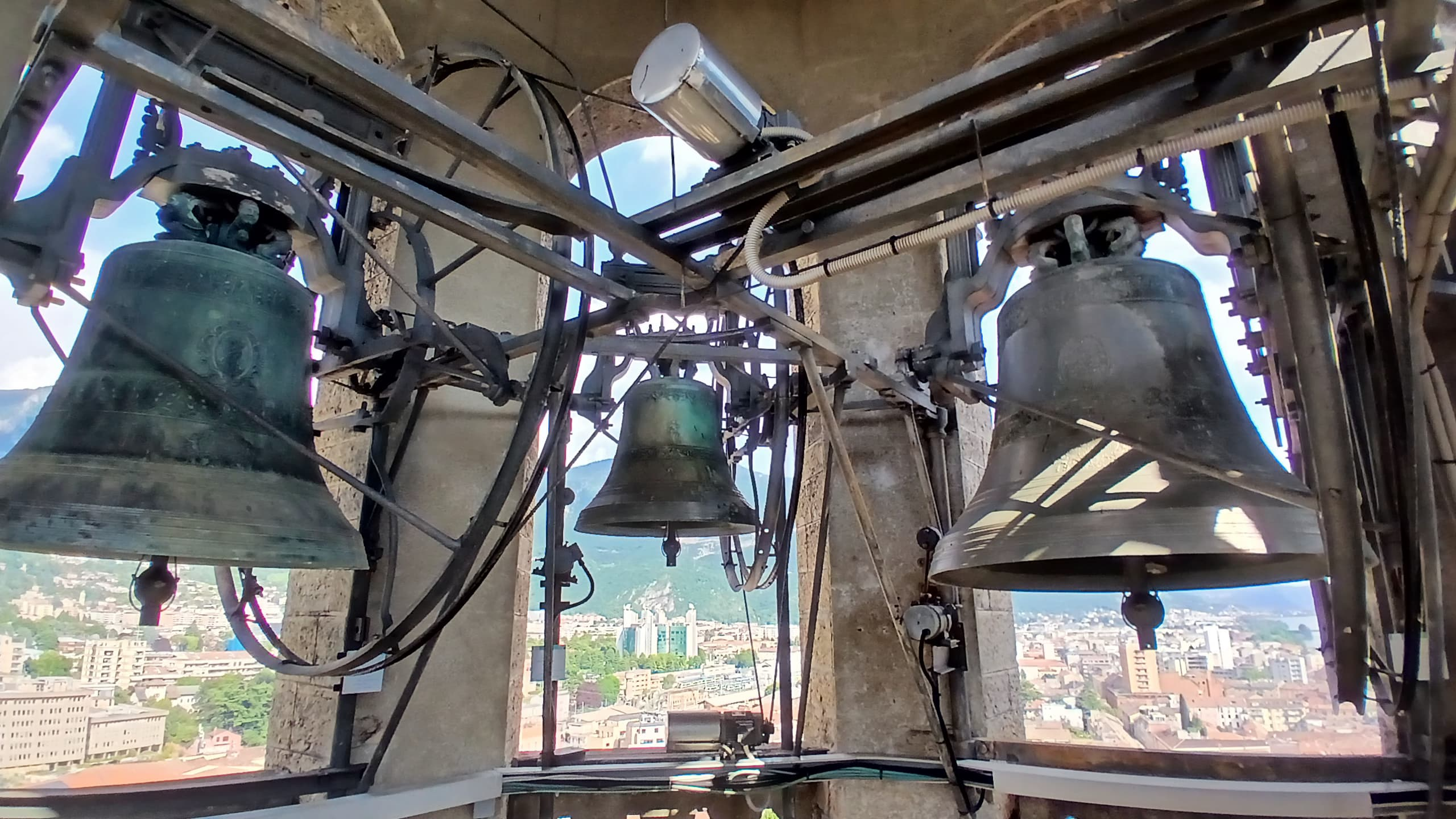
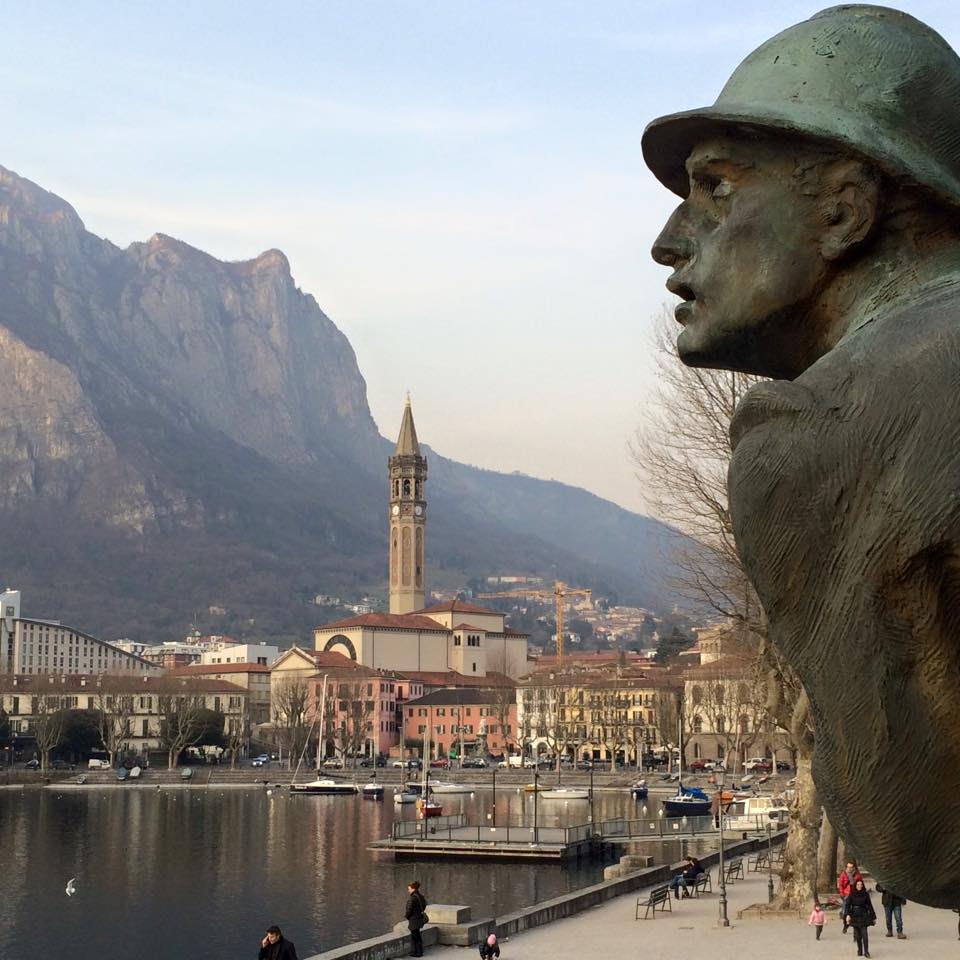
Loggia dell'atrio delle campane
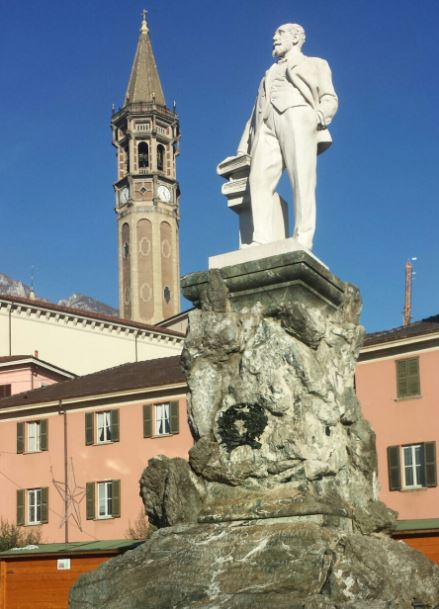
Statua di Mario Cermenati con alle spalle il profilo del campanile
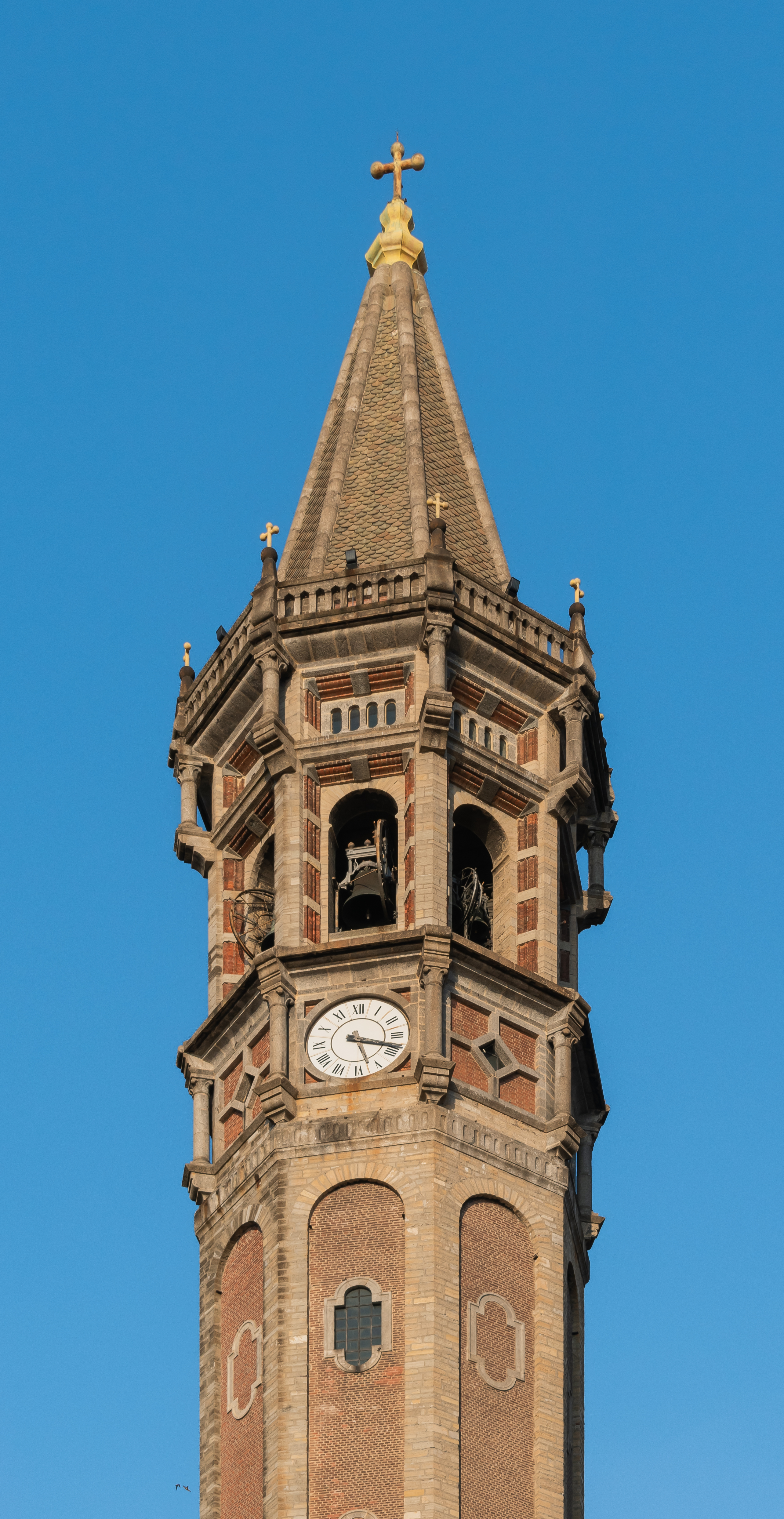
Parte sommitale
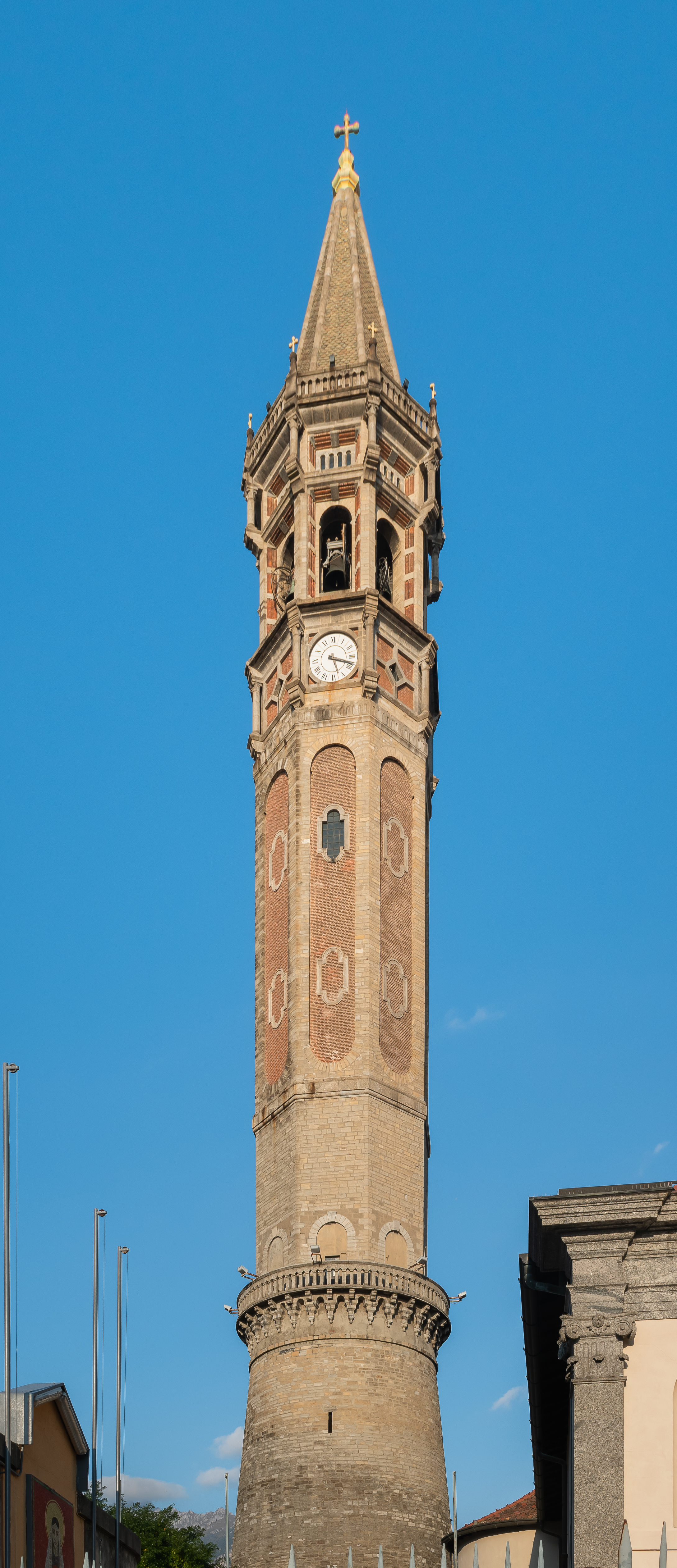
Profilo del campanile
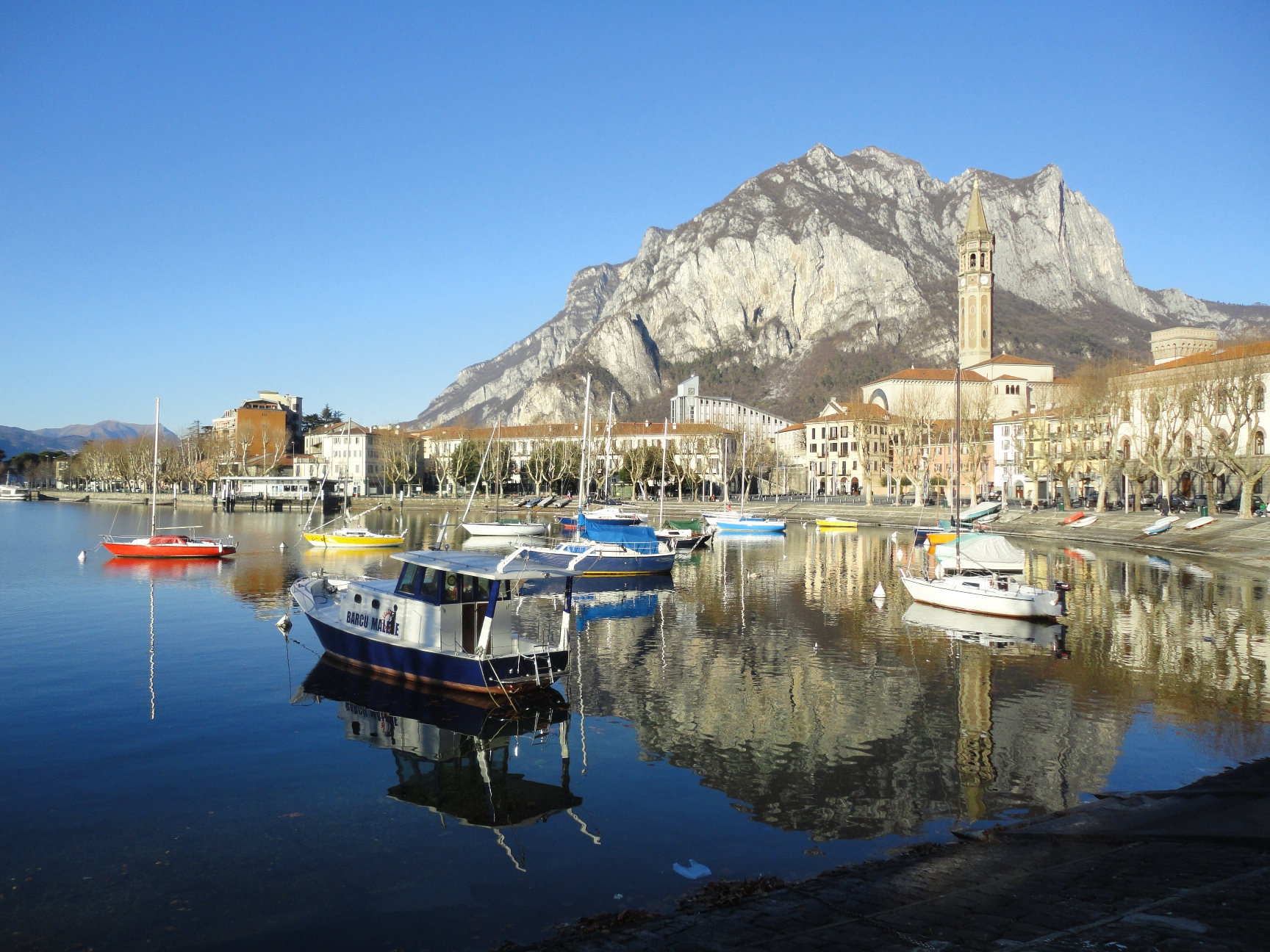
Golfo di Lecco dominato dal campanile
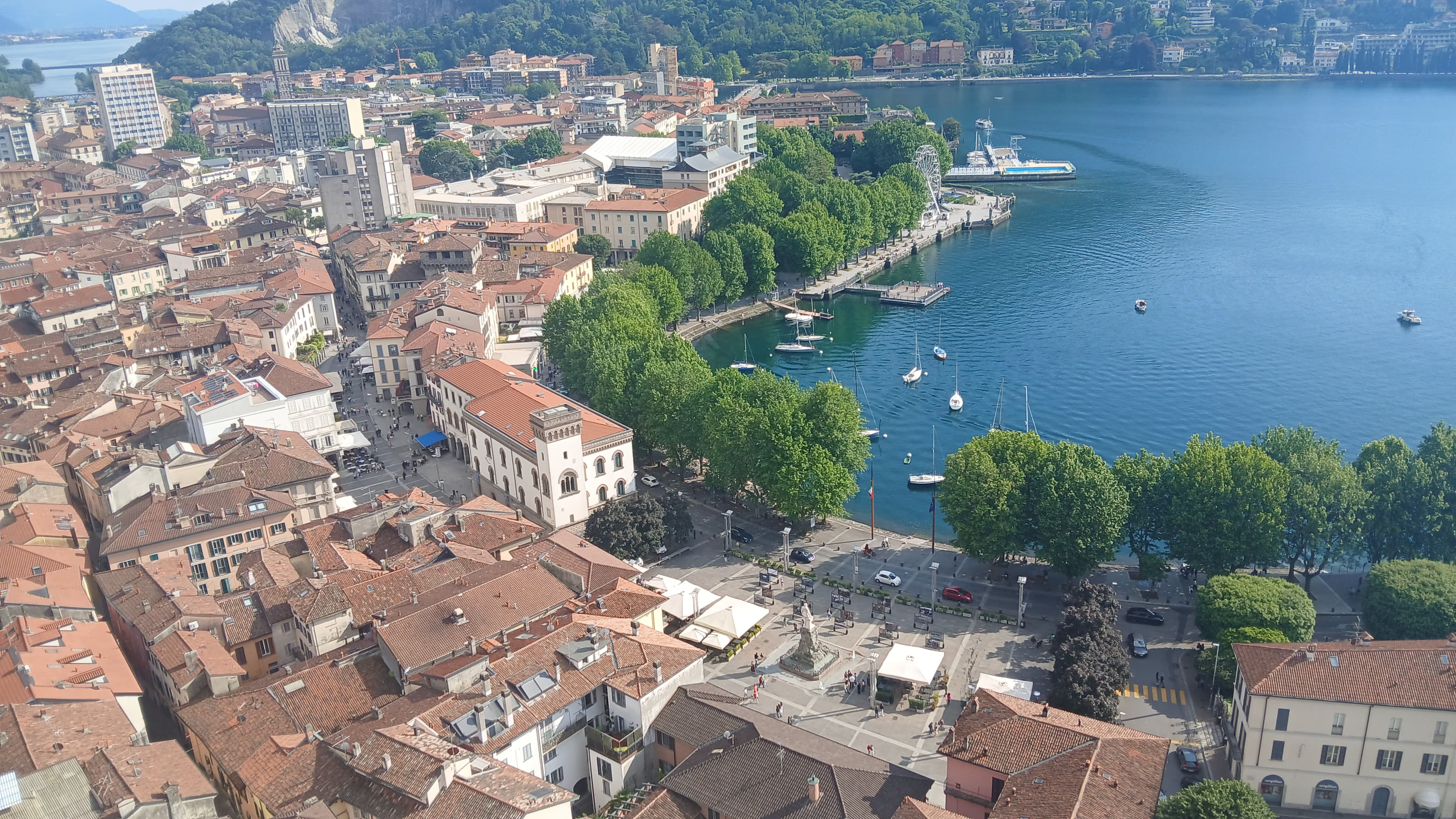
Vista sul golfo dalla terrazza
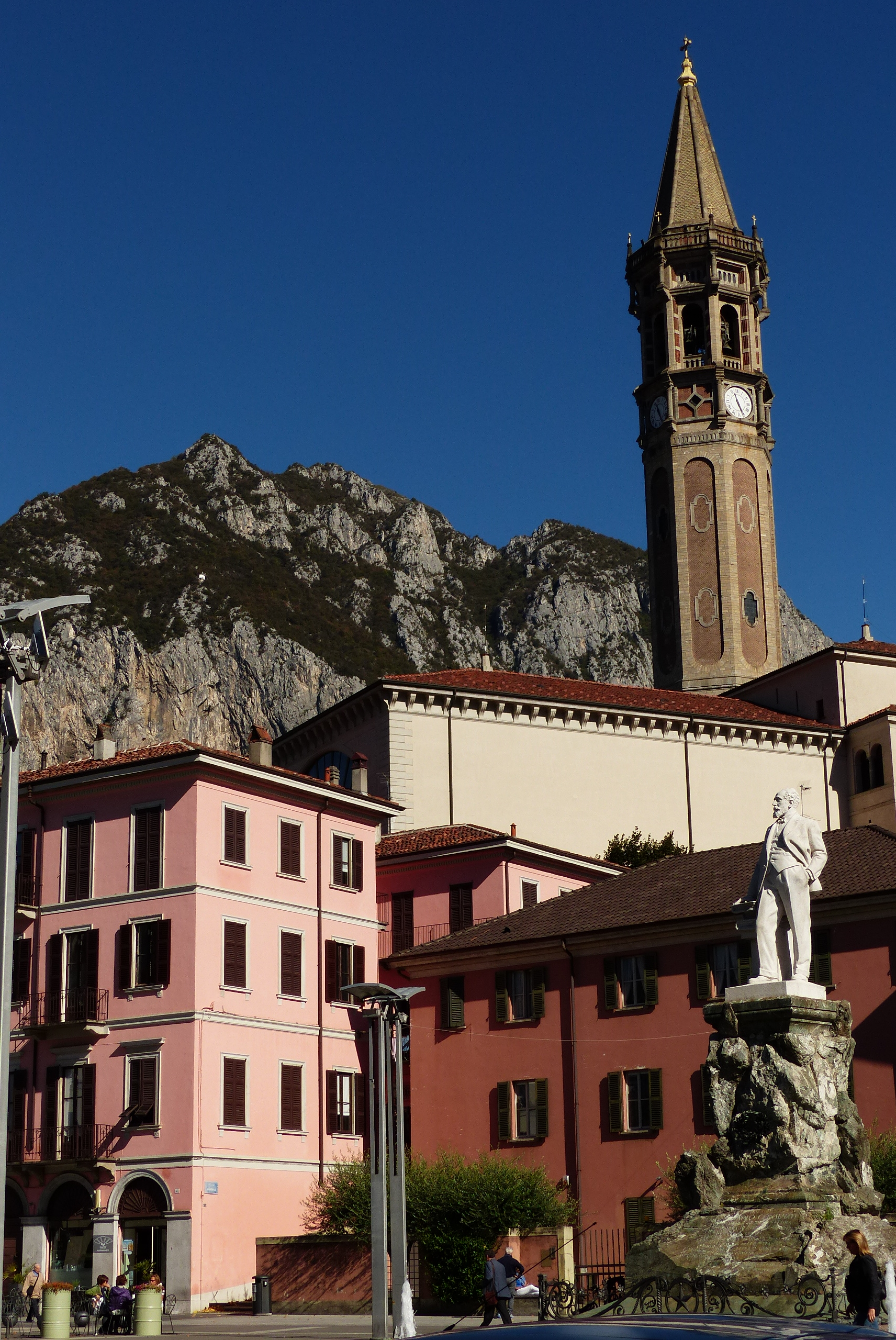
I palazzi di piazza M. Cermenati e, alle loro spalle, il campanile